# Mount Granby
Der Mount Granby ist ein Berg im Westen des Inselstaates Grenada. Er erreicht zwar nur eine Höhe von 438 m, ist aber ein prägnanter Berg an der Westküste.

## Geographie
Der Berg befindet sich im Westen des Landes auf dem Gebiet des Parish Saint John. In seinen westlichen Ausläufern liegt der Palmiste Lake.